# 털게
털게는 십각목 털게과의 갑각류이다. 갑각의 길이는 10.2cm이고, 갑각의 너비는 10cm이다. 이 품종은 얕은 수심에서 최대 350m까지 해저에서 흔히 발견된다.

## 특징
털게는 껍질과 부속물을 덮는 단단한 껍데기와 부드러운 가시가 있다. 몸무게는 1kg를 초과할 수 있다. 성체의 갑각 길이는 100~120mm에 이른다.